# Cruz e Sousa

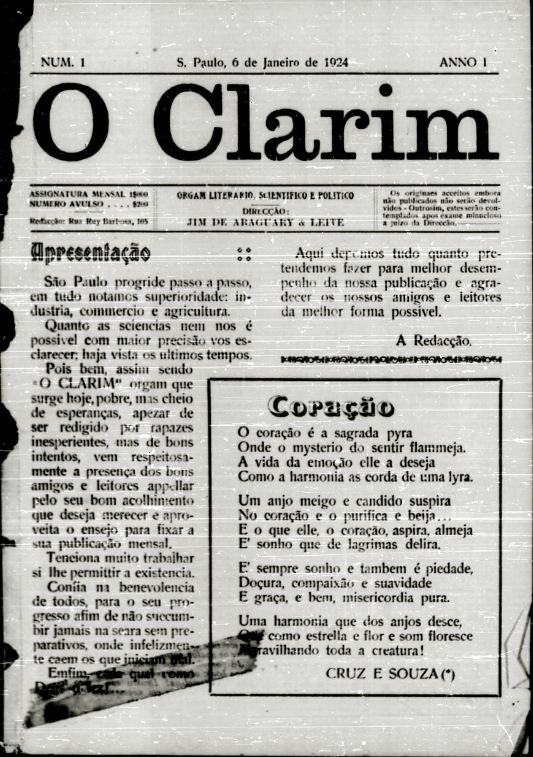
Soneto Coração, de Cruz e Sousa, na primeira edição do O Clarim da Alvorada, em 1924.

João da Cruz e Sousa (Nossa Senhora do Desterro, 24 de novembro de 1861 — Curral Novo, 19 de março de 1898) foi um poeta brasileiro, reconhecido como o primeiro e o principal expoente do simbolismo no Brasil. Filho de escravos alforriados, teve a vida marcada pela negritude e pela causa abolicionista, pelo que recebeu as alcunhas de Dante Negro, Cisne Negro e Poeta Negro. Foi influenciado pelo trabalho de Charles Baudelaire e introduziu o simbolismo no país em 1893 com a publicação dos livros Missal e Broqueis, tendo realizado as primeiras experiências nacionais com o poema em prosa e a prosa poética. Em vida, foi reconhecido por Luiz Gama, Olavo Bilac e muitos outros intelectuais, contudo, morreu em relativa pobreza e sua obra só foi devidamente valorizada com o desenvolvimento do modernismo no século seguinte.

## Biografia
Nasceu dia 24 de novembro de 1861, filho dos escravos alforriados Guilherme da Cruz, mestre-pedreiro, e Carolina Eva da Conceição. João da Cruz desde pequeno recebeu a tutela e uma educação refinada do ex-senhor de seus pais, o marechal Guilherme Xavier de Sousa - de quem adotou o nome de família, Sousa. A esposa de Guilherme Xavier de Sousa, Dona Clarinda Fagundes Xavier de Sousa, não tinha filhos, e passou a proteger e cuidar da educação de João. Aprendeu francês, latim e grego, além de ter sido discípulo do alemão Fritz Müller, com quem aprendeu Matemática e Ciências Naturais.
Em 1881, dirigiu o jornal Tribuna Popular, no qual combateu a escravidão e o preconceito racial. Em 1883, foi recusado como promotor de Laguna por ser negro. Em 1885, lançou o primeiro livro, Tropos e Fantasias em parceria com Virgílio Várzea. Cinco anos depois foi para o Rio de Janeiro, onde trabalhou como arquivista na Estrada de Ferro Central do Brasil, colaborando também com diversos jornais. Em fevereiro de 1893, publicou Missal (prosa poética baudelairiana) e em agosto, Broquéis (poesia), dando início ao simbolismo no Brasil que se estende até 1922. Em novembro desse mesmo ano casou-se com Gavita Gonçalves, também negra, com quem teve quatro filhos, todos mortos prematuramente por tuberculose, levando-a à loucura.
Era amigo próximo e de infância do poeta catarinense Juvêncio de Araújo Figueiredo, onde participaram conjuntamente no grupo literário Ideia Nova. Ambos chegaram a morar juntos no Rio de Janeiro. Juvêncio de Araújo Figueiredo, no seu diário "No Caminho do Destino", conta como foram difíceis os 18 meses que morou junto com Cruz e Souza no Rio de Janeiro. Cruz também trabalhava na "Cidade do Rio", na qual Araújo passou a receber como pagamento autônomo, apenas pelo que publicava. Quando Cruz foi dispensado, Araújo se ofendeu e também se desligou do mesmo jornal. Ficaram então os dois desempregados e sem dinheiro. Preocupado com Cruz e Souza, Araújo sem nada dizer, foi procurar José do Patrocínio, outro intelectual negro. Esperava encontrar emprego para Cruz e Souza no jornal do Patrocíono, que era diário. Araújo conta que ouviu essa resposta: "Eu não permito que haja outro negro no Brasil que me iguale!". Os poetas frequentemente trocavam cartas apesar de a distância os ter separado.

## Morte
Morreu em 19 de março de 1898 em Minas Gerais, na localidade de Curral Novo, então pertencente ao município de Barbacena. Em 1948, a localidade se emancipou e passou a se chamar Antônio Carlos. Cruz e Sousa estava em Curral Novo pois fora transportado às pressas vencido pela tuberculose. Teve o seu corpo transportado para o Rio de Janeiro em um vagão destinado ao transporte de cavalos. Ao chegar, foi sepultado no Cemitério de São Francisco Xavier por seus amigos, onde permaneceu até 2007, quando seus restos mortais foram então acolhidos no Palácio Cruz e Sousa, antigo palácio de governo do estado de Santa Catarina e atual Museu Histórico de Santa Catarina, no centro de Florianópolis.
Cruz e Sousa é um dos patronos da Academia Catarinense de Letras, representando a cadeira número 15.

## Análise da obra
Seus poemas são marcados pela musicalidade (uso constante de aliterações), pelo individualismo, pelo sensualismo, às vezes pelo desespero, às vezes pelo apaziguamento, além de uma obsessão pela cor branca. É certo que se encontram muitas referências à cor branca, assim como à transparência, à translucidez, à nebulosidade e aos brilhos, e a muitas outras cores, todas sempre presentes em seus versos.
No aspecto de influências do simbolismo, nota-se uma amálgama que conflui águas do satanismo de Charles Baudelaire ao espiritualismo (e dentro desse, ideias budistas e espíritas) ligados tanto a tendências estéticas vigentes como às fases na vida do autor.
LÉSBIA 

Cróton selvagem, tinhorão lascivo,

Planta mortal, carnívora, sangrenta,

Da tua carne báquica rebenta

A vermelha explosão de um sangue vivo.

Nesse lábio mordente e convulsivo,

Ri, ri risadas de expressão violenta

O Amor, trágico e triste, e passe, lenta,

A morte, o espasmo gélido, aflitivo...

Lésbia nervosa, fascinante e doente,

Cruel e demoníaca serpente

Das flamejantes atrações do gozo.

Dos teus seios acídulos, amargos,

Fluem capros aromas e os letargos,

Os ópios de um luar tuberculoso...

-- Cruz e Sousa / Broquéis (1893).
Embora quase metade da população brasileira seja não branca, poucos foram os escritores negros, mulatos ou indígenas. Cruz e Sousa, por exemplo, é acusado de ter-se omitido quanto a questões referentes à condição negra. Mesmo tendo sido filho de escravos e recebido a alcunha de "Cisne Negro", o poeta João da Cruz e Sousa não conseguiu escapar das acusações de indiferença pela causa abolicionista. A acusação, porém, não procede, pois, apesar de a poesia social não fazer parte do projeto poético do simbolismo nem de seu projeto particular, o autor, em alguns poemas, retratou metaforicamente a condição do escravo. Cruz e Sousa militou, sim, contra a escravidão. Tanto da forma mais corriqueira, fundando jornais e proferindo palestras por exemplo, participando, curiosamente, da campanha antiescravagista promovida pela sociedade carnavalesca Diabo a quatro, quanto nos seus textos abolicionistas, demonstrando desgosto com a condução do movimento pela família imperial.
Quando Cruz e Sousa diz "brancura", é preciso recorrer aos mais altos significados desta palavra, muito além da cor em si.

## Obras
- Broquéis (1893, poesia)
- Missal (1893, poemas em prosa)
- Tropos e Fantasias (1885, poemas em prosa, junto a Virgílio Várzea)

### Obra póstuma
- Últimos Sonetos (1905)
- Evocações (1898, poemas em prosa)
- Faróis (1900, poesia)
- Outras evocações (1961, poema em prosa)
- O livro Derradeiro (1961, poesia)
- Dispersos (1961, poemas em prosa)

## Legado

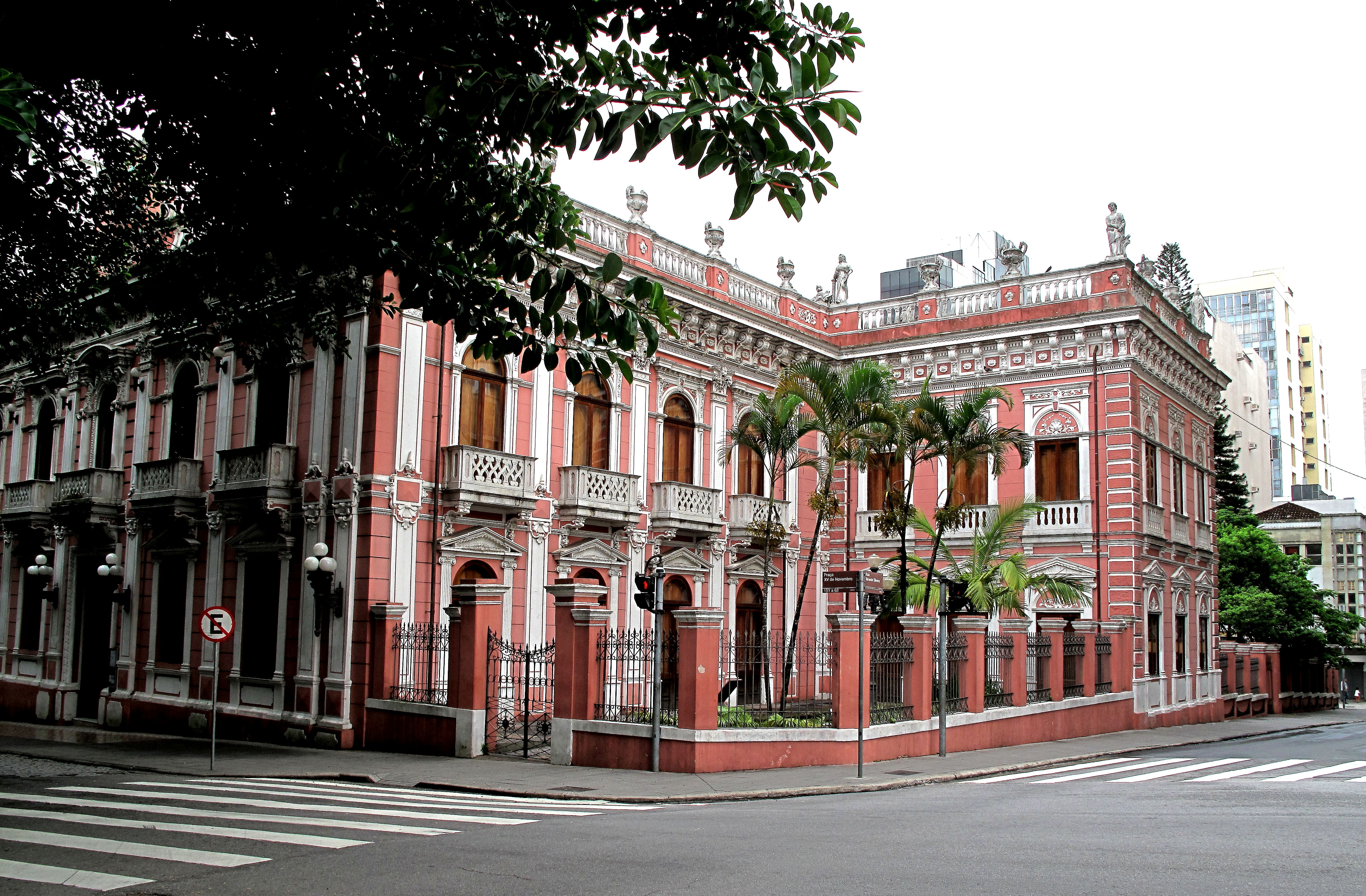
Palácio Cruz e Sousa, em Florianópolis.

Em Florianópolis, onde Cruz e Sousa nasceu, o antigo Palácio do Governo recebeu o nome do poeta e lá encontram-se seus restos mortais: é o Palácio Cruz e Souza, prédio eclético que fica próximo a Praça XV de Novembro e é um ponto turístico da cidade. Um grande mural com a imagem do poeta fica no prédio vizinho ao palácio. Além disso, vários municípios o homenageiam usando seu nome para nomear ruas e avenidas.
Sylvio Back dirigiu um filme sobre o poeta lançado em 1998. Interpretou Cruz e Sousa o ator Kadu Karneiro. Todo o texto do filme é só de poemas de Cruz e Sousa.
Em Lages, existe o Clube Cruz e Souza, que preserva a sua história e promove a cultura negra.

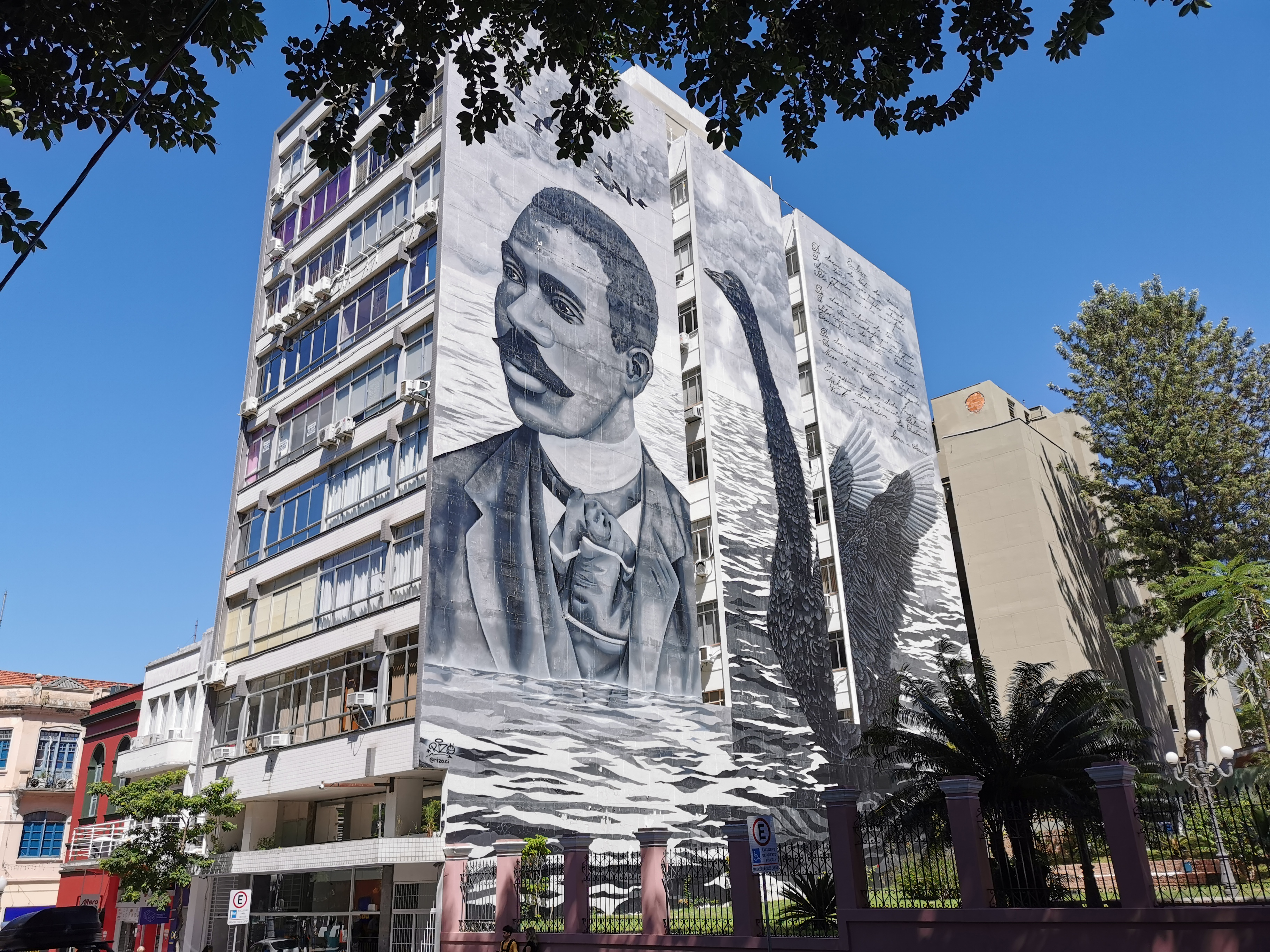
Mural representando Cruz e Sousa pintado em Florianópolis.

Joel Rufino dos Santos publicou em 2012 o romance Claros sussurros de celestes ventos, em que figuram como personagens tanto o poeta quanto a Núbia que dá nome a um poema em Broquéis.
Em 1994 foi instituída a Medalha de Mérito Cultural "Cruz e Sousa" pelo decreto nº. 4 892 de 17 de outubro de 1994. Anualmente a premiação homenageia personalidades de Santa Catarina por meio de escolha do conselho estadual de cultura.
Em 27 de dezembro de 2023 foi inaugurado em Antônio Carlos - MG o Museu Ferroviário "Poeta Cruz e Sousa" homenagem que faz ao famoso escritor, a cidade onde faleceu. Além de demonstrar a história e o acervo ferroviário pertencente ao município, o referido museu resgata a memória de Cruz e Sousa em toda a sua essência.